# FrieslandCampina Hungária Zrt.
A FrieslandCampina Hungária Zrt. a Royal FrieslandCampina magyarországi leányvállalata. A FrieslandCampina a világ legnagyobb szövetkezeti tulajdonon alapuló tejipari óriása, két vezető tejipari cég, a Friesland Foods és a Campina összeolvadásával jött létre.
Fontos tagja a holland központú nemzetközi cégcsoportnak, több mint ezer alkalmazottal az ország meghatározó tejipari vállalkozása, jogelődjei révén régóta jelen van a magyar élelmiszeriparban.
Magyar márkái:
- Pöttyös Túró Rudi
- Milli tej